# Flat Tops
Flat Tops je pohoří v Garfield County, Rio Blanco County a Routt County na severozápadě  Colorada.
Je součástí jižních Skalnatých hor. Flat Tops je charakteristické plochými horskými vrcholy dosahující nadmořské výšky 3 300 až 3 600 metrů. Pohoří vzniklo vyvrásněním a současně erozí v původně nejrozsáhlejší vulkanické oblasti severního Colorada.
Nejvyšší horou Flat Tops je Flat Top Mountain.